# Golf ai Giochi della XXXIII Olimpiade
I tornei di golf delle Olimpiadi estive del 2024 a Parigi si sono svolti dal 1 al 10 agosto presso Le Golf National di Guyancourt, con un totale di 120 giocatori (60 per sesso) in due eventi per la medaglia. Il percorso di qualificazione e il formato del golf per Parigi rimangono gli stessi delle due edizioni precedenti con 60 giocatori che si qualificano per ogni evento basato sul genere nel corso di un torneo di corsa individuale a colpi di 72 buche della durata di quattro giorni. La gara maschile si giocherà per la prima volta il 1º agosto, quella femminile sei giorni dopo.

## Qualificazioni
Sessanta giocatori per ciascuno dei due tornei (maschile e femminile) si qualificheranno per Parigi 2024 in base alla classifica mondiale ufficiale IGF del 17 giugno 2024 (per gli uomini) e del 24 giugno 2024 (per le donne). I migliori 15 giocatori di golf classificati a livello mondiale saranno selezionati per nome e si assicureranno il posto olimpico, rispettando il limite di quattro giocatori per NOC. I posti rimanenti verranno assegnati ai giocatori classificati dal sedicesimo in poi nella lista con un massimo di due per NOC. Ciascuna delle cinque zone continentali deve iscrivere almeno un giocatore in tutti i tornei di golf secondo i principi del movimento olimpico e le regole governate dall'IGF. L'IGF pubblica elenchi settimanali di giocatori di golf maschili e femminili qualificati in base alla loro posizione attuale.

## Calendario
| Uomini | Round 1 | Round 2 | Round 3 | Round 4 |         |         |         |         | 1 |
| Donne  |         |         |         |         | Round 1 | Round 2 | Round 3 | Round 4 | 1 |
| Totale | 0       | 0       | 0       | 1       | 0       | 0       | 0       | 1       | 2 |

## Podi
| Evento                      | Oro               | Argento          | Bronzo           |
| Torneo maschile (dettagli)  | Scottie Scheffler | Tommy Fleetwood  | Hideki Matsuyama |
| Torneo femminile (dettagli) | Lydia Ko          | Esther Henseleit | Lin Xiyu         |

## Medagliere
| Pos.   | Paese         | Oro | Argento | Bronzo | Totale |
| ------ | ------------- | --- | ------- | ------ | ------ |
| 1      | Nuova Zelanda | 1   | 0       | 0      | 1      |
| 1      | Stati Uniti   | 1   | 0       | 0      | 1      |
| 2      | Germania      | 0   | 1       | 0      | 1      |
| 2      | Gran Bretagna | 0   | 1       | 0      | 1      |
| 3      | Cina          | 0   | 0       | 1      | 1      |
| 3      | Giappone      | 0   | 0       | 1      | 1      |
| Totale | Totale        | 2   | 2       | 2      | 6      |